# Jackée Harry
Jacqueline Yvonne Harry, nota semplicemente come Jackée (Winston-Salem, 14 agosto 1956), è un'attrice, cantante, comica e personaggio televisivo statunitense.
È nota principalmente per il ruolo di Sandra Clar in 227, di Lisa Landry in Sister, Sister e di Paulina Price in Il tempo della nostra vita.

## Biografia
Jackèe Harry nasce a Winston-Salem il 14 agosto 1956 dai suoi genitori Warren e Flossie Harry. Ha due fratelli Miles Harry e Brenda Free-Man.

## Carriera
Nel 2021 entra nel cast della soap opera Il tempo della nostra vita nel ruolo di Paulina Price, ruolo che ricopre tutt'ora.

## Vita privata
Dal 1996 al 2003, Jackée è stata sposata con Elgin Charles Williams. Nel 1997 i due hanno adottato Frank, il loro primo figlio.

## Filmografia

### Cinema
- Mosca a New York (Moscow on the Hudson), regia di Paul Mazursky (1984)
- Cotton Club (The Cotton Club), regia di Francis Ford Coppola (1984)
- Ragazze nel pallone (Ladybugs), regia di Sidney J. Furie (1992)
- SDF Street Dance Fighters (You Got Served), regia di Chris Stokes (2004)
- All You've Got - Unite per la vittoria (All You've Got), regia di Neema Barnette (2006)
- L'ultimo giorno d'estate (The Last Day of Summer), regia di Blair Treu (2007)
- Precious, regia di Lee Daniels (2009)
- Cupido a Natale (Christmas Cupid), regia di Aury Wallington (2010)
- Days of Our Lives: A Very Salem Christmas, regia di Noel Maxam (2021)

### Televisione
- Destini (Another World) – serie TV, 7 episodi (1983–1985)
- 227 – serie TV, 99 episodi (1985–1989)
- Amen – serie TV, 3 episodi (1988–1989)
- Double Your Pleasure, regia di Paul Lynch – film TV (1989)
- The Women of Brewster Place – miniserie TV, 2 episodi (1989)
- The Royal Family – serie TV, 15 episodi (1991–1992)
- Quattro donne in carriera (Designing Women) – serie TV, episodio 6x23 (1992)
- Dave's World - serie TV, 1 episodio (1994)
- Sister, Sister - serie TV, 119 episodi (1994-1999)
- Sposati... con figli (Married... with Children) – serie TV, episodio 10x14 (1996)
- Twice in a Lifetime - serie TV, 1 episodio (2000)
- Settimo cielo (7th Heaven) – serie TV, episodio 7x13 (2003)
- Raven (That's So Raven) – serie TV, episodio 3x31 (2005)
- One on One – serie TV, episodio 5x10 (2005)
- Tutti odiano Chris (Everybody Hates Chris) – serie TV, 26 episodi (2006–2009)
- La Grande B! (The Mighty B!) – serie TV, episodio 1x13 (2008) – voce
- American Dad! – serie TV, episodio 8x13 (2013) – voce
- Ricomincio... dai miei (How to Live with Your Parents (For the Rest of Your Life)) – serie TV, episodio 1x12 (2013)
- Mamma in un istante (Instant Mom) – serie TV, episodio 1x20 (2014)
- Glee – serie TV, episodio 5x11 (2014)
- Girl Meets World – serie TV, episodi 1x01–1x10–1x21 (2014–2015)
- Young & Hungry - Cuori in cucina (Young & Hungry) – serie TV, episodio 2x21 (2015)
- Transformers: Robots in Disguise – serie TV, episodio 1x23 (2015) – voce
- Baby Daddy – serie TV, episodi 4x16–5x11–6x10 (2015–2017)
- 2 Broke Girls – serie TV, episodio 5x09 (2016)
- Un marito per Natale (A Husband for Christmas), regia di David DeCoteau – film TV (2016)
- I Thunderman (The Thundermans) – serie TV, episodio 4x08 (2017)
- K.C. Agente Segreto (K.C. Undercover) – serie TV, episodio 3x15 (2018)
- Tyler Perry's The Paynes – serie TV, 28 episodi (2018–in corso)
- The Cool Kids – serie TV, 2 episodi (2019)
- Christmas on My Mind, regia di Maclain Nelson - film TV (2019)
- Pose – serie TV, episodio 3x04 (2021)
- The Wrong Cheer Captain, regia di David DeCoteau – film TV (2021)
- Days of Our Lives: Beyond Salem, regia di Sonia Blangiardo, Noel Maxam e Albert Alarr – miniserie TV (2021)
- Il tempo della nostra vita (Days of Our Lives) - soap opera (2021-in corso)

## Doppiatrici italiane
- Stefania Romagnoli in K.C. Agente Segreto
- Stefanella Marrama in Il Natale che ho dimenticato